# 허승우
허승우(한국 한자: 許勝宇, 2001년 8월 4일 ~ )는 대한민국의 축구 선수로, 포지션은 윙어이다. 현재 K리그2 천안 시티 FC 소속이다.